# キッドウェリー城
キッドウェリー城（ウェールズ語: Castell Cydweli、英語: Kidwelly Castle）は、グウェンドラース川を見渡せ、ウェールズのカーマーゼンシャー州キッドウェリーにあるノルマン様式建築の城である。城の名前の起源は白鳥を意味するキグウェリ（Cygweli）と綴られていた頃に遡る。

## 初期の歴史
この城はキッドウェリーの封建領主としてのソールズベリー主教ロジャー・マーティヴァルに委託された12世紀のかなり初期における決定から始まっている。この城、および隣接する町はすぐ後に築かれた。

## 歴史と描写

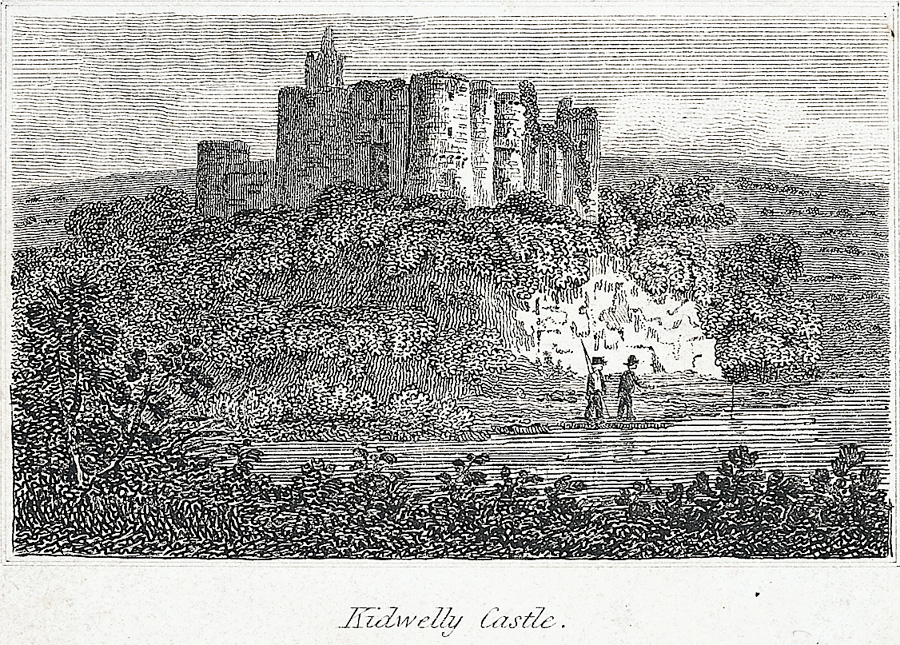
1810年頃のキッドウェリー城.

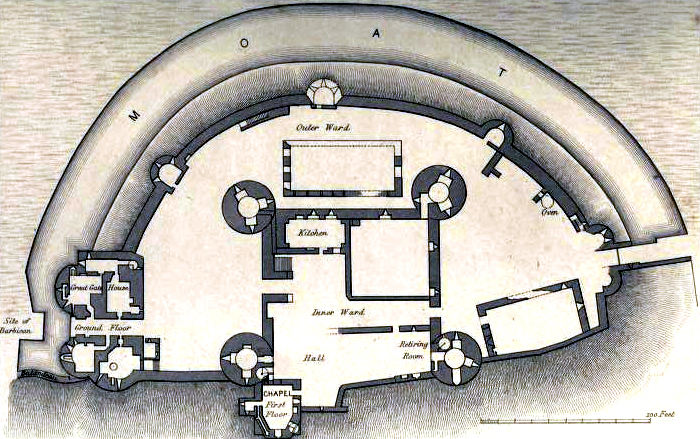
キッドウェリー城の設計図

現在における城の遺構は12世紀初頭に遡る。ウェールズ人に対する防御として建てられ、この城は12世紀に数回ほどウェールズ人の支配下に置かれた。1231年にはリュウェリン大王によって攻略され、徹底的に破壊された。その後、1403年8月にキッドウェリーの町を攻略したフランスとリトルブリテンの兵士からの助力を受けたオワイン・グリンドゥール率いる軍隊による包囲は失敗に終わった。この城は同年9月にノルマン人の部隊によって解放された。
城の設計図は川の隣にある壮大な楼門主塔がある内陸側のカーテンウォール周辺の半円形を見渡す4つの円形の塔によって守られた四角形の内郭で構成されている。如何にこの川が同心円状計画から成る内郭を防ぐことができなくとも、川沿いの壁を保護する突き出た塔、および最終計画には強い説得力がある。この城は比較的保存状態が良く、Cadwによって管理されている。
1136年に斬首されたウェールズの王子であるグルフィード・アル・リースの妻のグエンリアン・フェルヒ・グルフィード王女の頭部のない亡霊が出没すると周辺の地方では噂されている。

## 映画
キッドウェリーは1975年に公開されたコメディ映画『モンティ・パイソン・アンド・ホーリー・グレイル』の撮影場所として使用され、タイトル後のかなり始めの場面に登場している。

## 関連項目

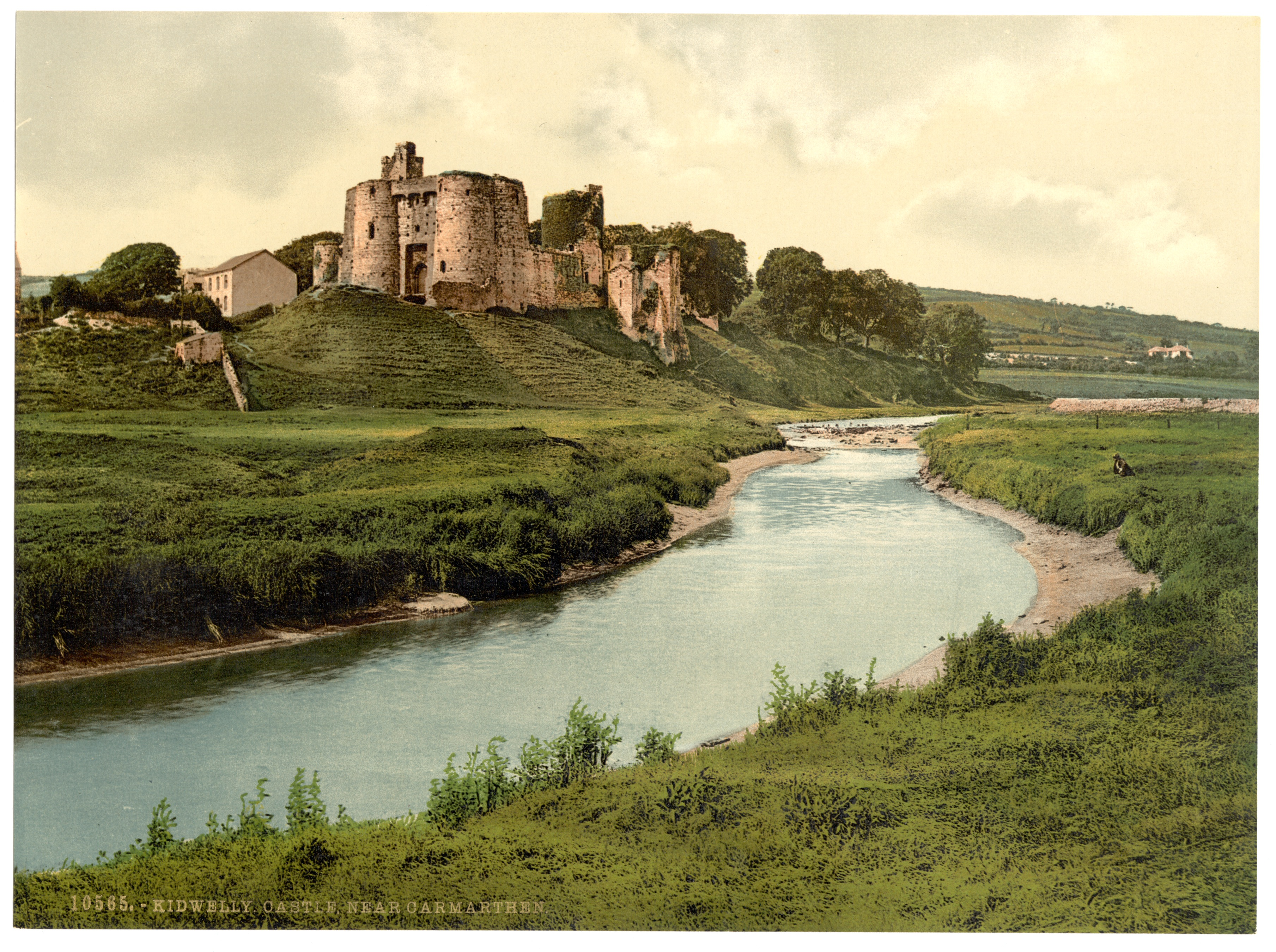
1890年代のキッドウェリー城。周辺の草が部分的に伸びている。

### 書籍
- Kenyon, John R. (2007). Kidwelly Castle (4th ed.). Cardiff: Cadw. ISBN 978-1-85760-256-2